# Jonas Brothers - Et Drømmeliv
Jonas Brothers – Et Drømmeliv var en reality tv-serie og en Disney Channel Original Short Series der fulgte livet af det amerikanske pop/rock band, Jonas Brothers, mens de var på deres North American Look Me In The Eyes Tour. Den viste klip af bandets prøver, rejserne, optrædener, brødrene der i skole og deres personlige liv med deres familie og venner. Fortælleren i hvert afsnit roterer mellem de tre brødre. Serien havde premiere i USA s. 16. maj 2008, og sluttede d. 5. september, 2008

## Medvirkende
Jonas Brothers
- Kevin Jonas21
- Joe Jonas 19
- Nick Jonas 16

Jonas Brothers' familie
- Frankie Jonas
- Denise Jonas (Mor)
- Kevin Jonas Sr. (Far)
- Maya Kibbel (familie ven/Nicks bedst ven)
- Kiyoko Kibbel (familie ven/assistent, Mayas Mor)

Back-up band
- Jack Lawless (trommeslager)
- Greg Garbowsky (bassist)
- John Taylor (guitar and musik produktion)
- Ryan Leistman (keyboards)

Sikkerhed
- Robert Feggans

Specielle gæster
- Brian J. Moss (Joes kørerlærer)
- Demi Lovato
- Selena Gomez
- Maiara Walsh
- Adrienne Bailon
- Corbin Bleu
- Lucy Hale
- David Henrie
- Meaghan Martin
- Roshon Fegan
- Madison Pettis
- Alyson Stoner
- Chelsea Staub
- Kari Thompson (Ktjames)